# 马塞尔·哈克尔
马塞尔·哈克尔（德語：Marcel Hacker，1977年4月29日—），德国男子赛艇运动员。他曾代表德国参加2000年、2004年、2008年、2012年和2016年夏季奥林匹克运动会赛艇比赛，其中2000年奥运会获得一枚铜牌。